# Hibana
Hibana（ヒバナ、1997年7月27日 - ）はプエルトリコ出身のシンガーソングライター、フルート演奏家、箏曲家、イラストレーター。

## 概要
日本の箏をメインに、フルートやピッコロなどの木管楽器、ウクレレやアコースティック・ギターなどの弦楽器、また各地の伝統的楽器を演奏・多重録音し、ジャズやポップ、ロックなど複数の音楽ジャンルを融合した楽曲に、ジャズヴォーカルを基本とした自らの歌唱あるいはボーカロイドを合成する作曲スタイルで知られる。
ライブ配信サイトやライブハウス、音楽イベント等でオリジナル曲を演奏するほか、アンビエント・ミュージックや独自アレンジしたカバー曲の即興演奏を行っている。

## 経歴
1997年、プエルトリコのカロリーナで生まれる。父は、生物学者・植物学者・ラン科植物研究家のジェームス・アッカーマン（James Ackerman）。
プエルトリコの伝統音楽および、父の影響からグレイトフル・デッドやジェファーソン・エアプレイン等のロック音楽、また母の影響からデビット・ボーイやマドンナ、ブリトニー・スピアーズ等のポピュラー音楽を聞いて育つ。
また、セーラームーンなどの日本のテレビアニメやジブリの映画を観てアニメ音楽、ジブリ音楽、日本文化へ興味を持つ。
基礎的な日本語を覚え、日本の漫画を読み、初音ミク・神威がくぽ等のボカロ曲や、ヴィジュアル系の音楽、きゃりーぱみゅぱみゅや原宿系のファッションを楽しみ、自身でもコスプレやUTAUなどのシンセサイザソフトを使用した作曲を行う。また、自身のミュージック・ビデオや、音楽作品のカバーのためのイラストを手掛ける。
2015年、アメリカ合衆国カリフォルニア州ロングビーチで行われた、パフォーミングアーツ世界選手権(World Championships of Performing Arts、WCOPA）の成人の部・器楽部門で優勝（グランドチャンピオン）。
2016年より、ユリ・ヴォーン（Yuri Vaughn）の指導を受け、日本の箏を習い始める。
2020年、プエルトリコ音楽院卒業後、ベルリンのカタリスト創造芸術技術学院(Catalyst Institute for Creative Arts and Technology)に入学。
カタリスト創造芸術技術学院で、リチャード・スコット（Richard Scott）にモジュラー・シンセサイザーの指導を受ける。
2021年5月7日、Bandcampよりファーストアルバム「Deeper Spaces」を発表。
2022年、カタリスト創造芸術技術学院修士課程修了。専攻分野は、クリエイティブ・プロダクション（音楽）。
2025年3月現在、ドイツのベルリンを中心に活動中。
2025年5月2日、初のヨーロッパライブツアーを発表。6月にブリッジング・ザ・ミュージック（Bridging The Music）主催のライブイベント「ミニ・フェスト（Mini Fest）」に参加して、ドイツ・オランダでライブを行う。

## 楽器

### 主に使用する楽器のリスト
- 十三絃箏

ヨーロッパで演奏を行う場合は、主にコンパクトな小さいサイズの箏を用いる。アメリカでの演奏ではフルサイズの6尺箏を用いることもある。爪は付けないことが多いが、使用するときは角爪を付ける。
- フルート

クラシック音楽演奏の訓練を受けている。
- ピッコロ

クラシック音楽演奏の訓練を受けている。
- 三味線

中棹の三味線を用いる。
- ティン・ホイッスル

アイルランドの縦笛。フォークソング等で利用。
- プエルトリコのギロ

ヒョウタン型の打楽器・体鳴楽器。金属のくしでこすって演奏する。
- 東南アジアのギロ

カエル型の木製打楽器・体鳴楽器。木の棒でこすったり叩いたりして演奏する。
- プレネラ

プエルトリコのフレームドラムをドラムマシンと共に打楽器として使用する。
- ギター

アコースティックギターをサンプリングして利用する場合がある。
- ウクレレ

- マンドリン

ベルリンで拾得したものを自ら修理し演奏。

### 電子機材のリスト
- RC-505 MKII Loopstation

ループ、ミキシング、エフェクト用
- Arturia MicroFreak

シンセサイザー、MIDIコントローラー
- CHOMPI x Chase Bliss Treasure Island Edition

サンプラー
- Focusrite Scarlett 2i2

オーディオインターフェース

## 作品

### ディスコグラフィー
| ＃ | 曲名                                     | 作曲                   | 作詞                      | 収録アルバム・シングル | リリース日     |
| -- | ---------------------------------------- | ---------------------- | ------------------------- | ---------------------- | -------------- |
| 1  | Daisuki Kiss Kiss                        | Hibana                 | Hibana                    | E*Motion               | 2016年11月21日 |
| 2  | Emotional Dyslexia                       | Hibana                 | Hibana                    | E*Motion               | 2016年11月21日 |
| 3  | Imagination                              | Hibana                 | Hibana                    | E*Motion               | 2016年11月21日 |
| 4  | Songbird                                 | Hibana                 | Hibana                    | E*Motion               | 2016年11月21日 |
| 5  | Subconscious                             | Hibana                 | Hibana                    | E*Motion               | 2016年11月21日 |
| 6  | Classic Tragic                           | Hibana                 | Hibana                    | E*Motion               | 2016年11月21日 |
| 7  | Subconscious II                          | Hibana                 | Hibana                    | E*Motion               | 2016年11月21日 |
| 8  | Oyasumi                                  | Hibana                 | Hibana                    | Oyasumi                | 2018年1月9日   |
| 9  | Cotton Candy                             | Hibana                 | Hibana                    | Cotton Candy           | 2018年3月3日   |
| 10 | Nirvana H.E.                             | Ese_Mismo、Hibana      | Ese_Mismo、Hibana         | H.E. Ep.               | 2018年12月13日 |
| 11 | In Queued H.E.                           | Ese_Mismo、Hibana      | Ese_Mismo、Hibana         | H.E. Ep.               | 2018年12月13日 |
| 12 | iNsomniac                                | Hibana                 | Hibana                    | Deeper Spaces          | 2021年5月7日   |
| 13 | Kaleidoscope                             | Hibana、Estuardo Linde | Hibana                    | Deeper Spaces          | 2021年5月7日   |
| 14 | Whispers                                 | Hibana                 | Hibana                    | Deeper Spaces          | 2021年5月7日   |
| 15 | SA Sappy Romcom with a Tacky 80’s Sunset | Hibana                 | Hibana                    | Deeper Spaces          | 2021年5月7日   |
| 16 | Absinthe                                 | Hibana、Estuardo Linde | Hibana                    | Deeper Spaces          | 2021年5月7日   |
| 17 | More Espresso, Less Depresso             | Hibana、Estuardo Linde | Hibana                    | Deeper Spaces          | 2021年5月7日   |
| 18 | Years of Winter Solstice                 | Hibana                 | Hibana、翻訳: Yuri Vaughn | Deeper Spaces          | 2021年5月7日   |
| 19 | The London Punk Scene in 2001            | Hibana                 | Hibana                    | Deeper Spaces          | 2021年5月7日   |

### 著作
- Crescent Moon: Myths of the Wind (2012月12月6日 - 2013年7月10日) オンライン小説[18]

- The Sound of My Voice (2013月7月13日 - 2013年9月1日) オンライン小説[19]